# Буймистров, Владимир Иванович
Владимир Иванович Буймистров (1868 — не ранее 1931) — генерал-майор русской императорской армии, начальник оперативного управления штаба 14-й армии РККА во время Гражданской войны.

## Биография
Родился 11 декабря 1868 года. Среднее образование получил во Владимирском Киевском кадетском корпусе, после чего 30 августа 1886 года был принят во 2-е военное Константиновское училище.
Выпущен 9 августа 1888 года подпоручиком в 5-й Кавказский резервный пехотный батальон. 7 августа 1891 года произведён в поручики. В 1892 году Буймистров успешно сдал вступительные экзамены в Николаевскую академию Генерального штаба, из которой выпущен в 1894 году по 1-му разряду, за успехи в науках 18 мая 1894 года был произведён в штабс-капитаны.
После выпуска был зачислен в Генеральный штаб и назначен состоять при Одесском военном округе, с 8 января 1896 года занимал должность старшего адъютанта штаба 6-й пехотной дивизии, 24 марта 1896 года произведён в капитаны, 13 июля 1898 года назначен старшим адъютантом штаба помощника командующего войсками Варшавского военного округа по управлению Варшавским укрепрайоном. С 14 ноября 1896 по 20 ноября 1898 года, формально оставаясь в адъютантской должности, проходил цензовое командование ротой в 182-м пехотном Гроховском полку. 6 декабря 1900 года произведён в подполковники. С 1 января 1901 года являлся штаб-офицером для поручений при штабе 4-го армейского корпуса, затем, со 2 февраля того же года был штаб-офицером для особых поручений при штабе помощника командующего войсками Варшавского военного округа.
С 18 мая по 18 сентября 1904 года отбыл цензовое командование батальоном в уже знакомом ему 182-м пехотном Гроховском полку. 15 сентября 1904 года назначен штаб-офицером 60-й пехотной резервной бригады, а после переформирования этой бригады в дивизию стал 20 декабря 1904 года начальником штаба этой дивизии. Несколько ранее, 6 декабря того же года, получил чин полковника.
С 21 апреля по 9 июня 1906 года был начальником штаба 77-й пехотной дивизии, после упраздения которой вновь стал штаб-офицером при управлении 60-й пехотной резервной бригады. 13 декабря 1908 года назначен командиром 226-го пехотного резервного Бобруйского полка, а 12 июля 1910 года получил в командование 187-й пехотный Аварский полк, во главе которого встретил начало Первой мировой войны.
С 31 октября 1914 года Буймистров был начальником штаба 16-го армейского корпуса, 27 августа 1914 года произведён в генерал-майоры и 4 марта 1917 года был назначен командующим 160-й пехотной дивизией. С 12 июля 1917 года состоял в резерве чинов при штабе Киевского военного округа.
После Октябрьской революции он некоторое время оставался не у дел, в июне 1918 года вступил на службу в ВСНХ на должность старшего делопроизводителя сельского машиностроения, а в июле добровольно вступил в РККА и был включен в списки Генерального штаба РККА. Во время Гражданской войны командовал 3-м округом пограничной охраны, возглавлял оперативное управление 12-й армии и оперативное отделение штаба 14-й армии (с 25 февраля по 24 апреля 1920 года и сам штаб этой армии), сражался на Украине против ВСЮР, Петлюры и белополяков. К 12 апреля 1921 года являлся начальником отдела спецслужбы оперативного управления штаба Киевского военного округа.
1 октября 1922 года по достижении предельного возраста Буймистров был уволен из РККА, ему была назначена пенсия. Жил в Киеве.
В 1931 году Буймистров был арестован по подозрению в участии в контрреволюционном заговоре (так называемое дело «Весна») и достаточно быстро «признался», что «состоял в контрреволюционной организации». Несмотря на это, Буймистров был освобождён и выслан из Киева с трёхлетним запретом проживать в Московской, Ленинградской областях и на Украине. Погиб, попав под автомобиль.
Жена — Буймистрова (ур. Болотникова) Лидия Александровна.
Дочь — Буймистрова Вера Владимировна (1905—1984), детей не имела.

## Награды
Среди прочих наград В. И. Буймистров имел ордена:
- Орден Святого Станислава 3-й степени (1896)
- Орден Святой Анны 3-й степени (1900)
- Орден Святого Станислава 2-й степени (1904)
- Орден Святой Анны 2-й степени (1907)
- Орден Святого Владимира 4-й степени (Высочайшим приказом от 9 марта 1912 года орден пожалован с 6 декабря 1911 года)
- Орден Святого Владимира 3-й степени (Высочайшим приказом от 18 февраля 1914 года орден пожалован с 6 декабря 1913 года, мечи к этому ордену пожалованы 30 декабря 1914 года).
- Орден Святого Станислава 1-й степени с мечами (18 марта 1916 года)
- Орден Святой Анны 1-й степени с мечами (15 сентября 1916 года)